# Любомир Янев
Любомир Янев (на македонска литературна норма: Љубомир Јанев) е политик от Северна Македония.

## Биография
Роден е на 24 декември 1962 година в град Кочани. През 1982 година влиза в Строителния факултет на Скопския университет.
През 1989 година започва да работи в строителното предприятие „Бетон“. През 1996 година става технически директор на предприятието, а от 1998 и генерален директор. В два периода от 2000 до 2002 и 2005-2009 е кмет на Кочани. В периода 2002-2004 е министър на околната среда и планирането.